# IMZ 우랄
IMZ 우랄(러시아어: Ирбитский мотоциклетный завод, ИМЗ)는 러시아 모터사이클 제작 회사이다.
1940년, 소련은 독일 BMW R71 모터사이클과 사이드카의 디자인과 생산 기술을 획득했다. 최초의 M-72 모델은 1941년에 완성 조립되었다. 1998년 초인 러시아의 민영기업으로 인수되었고 더 이상 국영기업이 아니다.